# Candiana
Candiana là một đô thị thuộc tỉnh Padova vùng Veneto, tọa lạc cách khoảng 35 km về phía tây nam của Venezia và cách khoảng 25 km về phía đông nam của Padova. Tại thời điểm ngày 31 tháng 12 năm 2004, đô thị này có dân số 2.468 người và diện tích 22,2 km².
Đô thị Candiana bao gồm các frazione (các đơn vị cấp dưới) Pontecasale.
Candiana giáp các đô thị: Agna, Arre, Bovolenta, Correzzola, Pontelongo, Terrassa Padovana.